# Statocyte

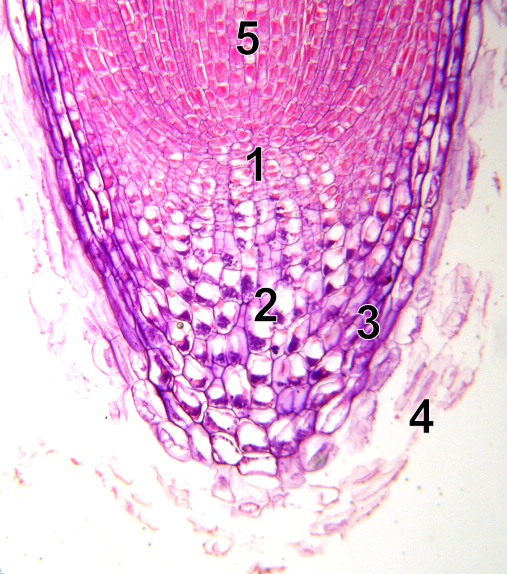
Pointe racinaire vue au microscope (X10). 1-méristème 2-columelle (statocytes avec statolithes) 3-partie latérale de la coiffe 4-cellules mortes arrachées 5-zone d'élongation

Un statocyte est une cellule végétale polarisée contenant un ou plusieurs statolithes, qui sont impliqués dans la détection de la gravité et le géotropisme. 

## Histologie
Dans les racines, les statocytes se situent dans la coiffe racinaire, au sein de la columelle, tandis que dans les tiges, ils se trouvent au niveau de cellules présentes dans l'endoderme de la zone d'élongation.

## Cytologie

Schéma d'un statocyte dans une racine en position verticale.
1-paroi pectocellulosique
2-réticulum endoplasmique
3-plasmodesme
4-noyau
5-mitochondrie
6-cytoplasme
7-statolithe
8-racine
9-coiffe racinaire
10-statocyte
A-pôle proximal
B-pôle distal

Dans une racine verticale, les statocytes sont des cellules végétales polarisées, c'est-à-dire dont la répartition des organites n'est pas homogène. Leur orientation proximale/distale suit l'axe de la gravité. Entouré d'une paroi pectocellulosique(1), leur cytoplasme(6) renferme un noyau(4) en forme de coupe ancré au pôle proximal(A) par le réticulum endoplasmique(2) qui traverse la paroi cellulaire par des plasmodesmes(3), qui sont eux-mêmes concentrés aux pôles distal(B) et proximal. Les mitochondries(5) sont réparties de manière plus homogène, tandis que les statolithes(7) (des amyloplastes spécialisés) sédimentent vers le pôle distal de la cellule.

## Physiologie

Schéma d'un statocyte dans une racine déplacée en position horizontale.

Les mécanismes impliqués dans le gravitropisme ne sont pas totalement élucidés. Dans une racine verticale, dans laquelle la polarité proximale/distale suit l'axe de la gravité, les statolithes se concentrent vers le pôle distal. La répartition de l'auxine dans la racine est alors symétrique et la croissance des cellules est uniforme, ce qui aboutit à une racine droite. En revanche, si la racine est placée à l'horizontale, les statolithes sédimentent par gravité, en exerçant un stimulus mécanique sur le réseau de filament d'actine présent autour d'eux.  La perméabilité de la membrane plasmique est alors modifiée et l'auxine s'accumule de manière asymétrique dans la racine, avec une prépondérance à proximité des statolithes. L'élongation des cellules est inhibée par l'auxine. De ce fait, les tissus de la racine s'allongent de manière différentielle, ce qui engendre une courbure de la racine suivant la gravité. On trouve également des statocytes dans l'endoderme des tiges florales. Dans ces organes, la redistribution de l'auxine engendre une courbure opposée à la gravité.